# Into the Nightlife
«Into the Nightlife» es una canción interpretada por la cantante estadounidense Cyndi Lauper, incluida en su décimo álbum de estudio, Bring Ya to the Brink (2008). La compañía discográfica Epic Records la publicó el 8 de agosto de 2008 como el tercer y ùltimo sencillo del álbum. Compuesta por Max Martin, Peer Astrom, Johan Bobáck y Lauper —siendo los tres últimos los encargados de la producción—. «Into the Nightlife» es una canción de género dance pop, que según la intérprete el título surge de la inspiraciòn del libro de Henry Miller, del mismo nombre.   
.   Alcanzó el puesto # 1 en los Billboard Hot Dance Club Play de EE. UU.y Cashbox Top Dance Singles; su anterior sencillo Same Ol' Story había alcanzado esa posición y fue la segunda desde Girls Just Want to Have Fun.  
En una entrevista con Entertainment Weekly, Lauper dice que el título de la canción fue inspirada por el libro Into the Night Life de Henry Miller.
El sencillo fue lanzado a las estaciones de radio del Reino Unido a principios de septiembre de 2008. En agosto de 2008, la canción ha vendido 23.000 descargas en los EE. UU.

## Composición
"Into the Nightlife" fue producido por Cyndi Lauper, Peer Astrom, Johan Bobáck y Max Martin, es una canción con un gran potencial electro-dance, con influencias de four-on-the-floor y tiene un sonido similar a "Set Your Heart" canción del mismo álbum. "Into the Nightlife" una canción memorable. La canción ha sido descrita como una pista de baile elegante orientado con influencias de dance-pop de la década de los 90s, pero la misma vez con un sonido moderno vanguardista. 
El tema tiene  tiene un synth-pop altamente energético groove al hacer referencia a las canciones de Lauper en los 80s. "Into the Nightlife" se encuentra en el tipo de compás común tiempo con un baile ritmo, tempo de 126 pulsaciones por minuto.  La canción se encuentra en la clave de si menor con la voz de Cyndi abarca desde F ♯ 3 a B 4. La canción tiene una secuencia básica de Em-F ♯ m-Bm-Bm como su base progresión de acordes. Las letras llaman al oyente a participar en una fiesta y celebrar. Se escriben en la forma de una invitación , que pide a la por venir y unirse a "la danza de la vida".

## Vídeo musical
El video musical para la canción fue dirigida por Cyndi Lauper y producido por 44 Productions. Fue filmada en parte en Splash Bar en Nueva York el 20 de mayo de 2008. Los aficionados fueron invitados a ser extras en el vídeo.
Ari Gold y Colton Ford aparecen en el vídeo bailando detrás de Lauper en el club nocturno. Lucas Silveira aparece besando a una mujer no identificada en el club.

## Posicionamiento en listas
| País (Lista 2008)                    | Posición |
| ------------------------------------ | -------- |
| Argentina                            | 2        |
| Australia (ARIA Club Tracks)         | 82       |
| Estados Unidos (Hot Dance Club Play) | 1        |
| Estados Unidos (Hot Dance Airplay)   | 5        |
| Japón (Japan Hot 100)                | 1        |
| Brasil                               | 88       |
| España (PME)                         | 94       |

## Mezclas
- Album version – 4:00
- Jody Den Broeder Club Mix – 7:19
- Jody Den Broeder Dub – 7:49
- Jody Den Broeder Mixshow – 5:08
- Jody Den Broeder Radio Mix – 4:03
- Soul Seekerz Dub – 7:41
- Soul Seekerz Radio Mix – 3:52
- Soul Seekerz Vocal Club Mix – 7:41

- Datos: Q1432450